# Додирне тачке
Додирне тачке је други соло студијски албум репера Кенди. Објављен је 30. јуна 2023. под окриљем издавачке куће Аристократ мјузик.

## Позадина
У време избијања пандемије ковида 19, Кенди се нашао у Индонезији. Пошто су државе посегле за масовним затварањима својих граница, он је у тој земљи, у коју је дошао туристички, провео више месеци што је утицало на његову стваралачку кризу. По повратку у Србију у јулу 2020, Кенди је почео с радом на овом албуму. Прва песма „Златни прах”, на којој гостује Марко Луис (његов вокал отвара албум), управо говори о том периоду вируса корона (прожетом страхом и неизвесношћу) и на његову последицу.
Кенди је 8. октобра 2022. најавио албум избацивши први сингл с албума — „Надимак”. Овај сингл је представио премијерно у емисији 24 минута са Зораном Кесићем.
Албум је представљен приближно месец дана пре званичне јавне објаве, 1. јуна 2023. у „Запа барци”.

## Опште информације
Кенди је за песму која је и дала име овом албуму рекао да је у њој испољио сву жестину у којој је „избацио рецепт за живот после” периода вируса корона те отуда је она најдужа на албуму.
На албуму гостује Реља Поповић за којег је Кенди рекао да су се невероватно добро уклопили, с обзиром на то да је Поповић тврђој хипхоп струји окарактерисан као превише мекан и комерцијалан репер. Ова песма привукла је највише пажње публике и за месец дана скупила више од милион прегледа на Јутјубу, скоро десет пута више од прве следеће.
За разлику од прошлог албума Ван домета, на овом има више љубавних песама. Кенди је истакао да се у међувремену заљубио и у емотивној вези је с певачицом и глумицом Кејт, која такође гостује и која му је веома помогла приликом израде албума. Он је рекао да је своју најлепшу песму коју је икада написао „Кревет од песка” посветио њој. Песма говори о тренутку кад су се упознали на плажи Аде Бојане.

## Списак песама
| №   | Назив                          | Трајање |  |
| 1.  | Златни прах (feat. Марко Луис) | 3:38    |  |
| 2.  | Надимак                        | 2:51    |  |
| 3.  | Кревет од песка                | 3:35    |  |
| 4.  | Розе наочаре                   | 3:51    |  |
| 5.  | Ало                            | 4:51    |  |
| 6.  | Пола-пола (feat. Кејт)         | 4:05    |  |
| 7.  | Пиштољ (feat. Реља)            | 2:58    |  |
| 8.  | Руж (feat. Мета)               | 3:04    |  |
| 9.  | Додирне тачке                  | 4:29    |  |
| 10. | Дизајнер (feat. Елајџа и Дзу)  | 3:16    |  |
| 11. | Дивљи запад (feat. Недеља)     | 2:47    |  |
| 12. | Silent (feat. Струка)          | 3:09    |  |
| 13. | Лом                            | 3:01    |  |
| 14. | Ноктурно (feat. Ди-џеј Рејд)   | 4:06    |  |